# Río Ygyatta
El río Ygyatta (o también transliterado, Ygyta) (del ruso: Река Ыгыатта) es un río ruso localizado en la Siberia asiática, un afluente por la izquierda del río Vilyuy, a su vez afluente por la izquierda del río Lena en su curso bajo. Tiene una longitud de 601 km y drena una cuenca de 11.200 km² (mayor que países como ).
Administrativamente, el río Ygyatta discurre por la república de Saja de la Federación de Rusia.

## Geografía
Se origina en la meseta de Vilyui, en el extremo nordeste de la meseta Central Siberiana y discurre en dirección sureste por la zona central de Yakutia, una zona bastante llana cubierta de permafrost, con muchos pequeños lagos. Desemboca en el río Vilyuy a mitad de su curso, a unso 50 km aguas arriba de la pequeña localidad de Niurba (9.474 hab. en 2009), antes de que este reciba al río Marja. 
El río está helado desde la segunda quincena de octubre a primeros de mayo. En su curso, no hay ningún centro urbano de importancia. El río no es navegable.

## Hidrología
El caudal del río Ygyatta se observó durante 24 años (durante el período 1969-84) en Kamba, una pequeña ciudad localizada a unos ochenta kilómetros de su confluencia con el río Vilyui, a 125 metros altitud.
El caudal medio anual o módulo observado en Kamba durante ese período fue de 20,0 m³/segundo para una cuenca vertiente de 11.200 km², o más o menos el 90% de toda la cuenca del río (que tiene 12 500 km²).
La lámina de agua que fluye en esta cuenca es de unos 56 milímetros anuales, que es muy moderada y en consonancia con el bajo nivel de precipitaciones registradas en toda la cuenca del Vilyui. Al ser un río alimentado principalmente por el deshielo, el Ygyatta tiene un régimen nival.
Las crecidas tienen lugar en la primavera, en mayo y junio, con un pico muy claro en mayo que corresponde al deshielo y al derretimiento de la nieve. En junio, el caudal cae bruscamente, y la bajada prosigue en julio. Desde agosto, el flujo se estabiliza un poco en niveles muy bajos durante el resto del verano y el otoño. En noviembre, el flujo del río desciende, lo que conduce a los períodos de aguas bajas, que comprende de noviembre a abril, ambos inclusive, y refleja las fuertes heladas del invierno siberiano.
El caudal medio mensual observado de enero a marzo (mínimo de estiaje) es 0,00 m³/s, es decir, detención de cualquier flujo, mientras que el caudal medio del mes de mayo, la mayoría de los años, ascendió a 136 m³/s, lo que demuestra que la amplitud de las variaciones estacionales del río es muy importante. En el período de observación de 24 años, el caudal mensual máximo ascendió a 646 m³/s en mayo de 1992. Con respecto al período libre de hielo (de junio a septiembre inclusive), el caudal mensual mínimo observado fue de 0,14 m³/s en septiembre de 1981, lo que demuestra que los caudales bajos de verano puede ser muy severos en la región.
| Caudal medio mensual del Tisa en la estación hidrométrica de Kamba (Datos calculados en 24 años (1969-84), en m³/s) |
| |